# Gʻ
Gʻ, gʻ — буква узбекского латинского алфавита, в языке называется «Gʻe» и обозначает звук [ɣ]. С точки зрения типографики формально является диграфом.
В узбекской кириллице этой букве соответствует буква Ғ ғ. В латинице 1993—1995 годов ей соответствовала буква Ğ ğ, в латинице 1930-х годов (Яналифе) — буква Ƣ ƣ, в узбекской арабской письменности — буква ﻍ (гайн).

## Слова на эту букву
- Gʻarb
- Gʻildirak
- G‘ayritabiiylik